# Maunie
Maunie és una població dels Estats Units a l'estat d'Illinois. Segons el cens del 2000 tenia 177 habitants.

## Demografia
Segons el cens del 2000, Maunie tenia 177 habitants, 77 habitatges, i 48 famílies. La densitat de població era de 427,1 habitants/km².
Dels 77 habitatges en un 23,4% hi vivien nens de menys de 18 anys, en un 50,6% hi vivien parelles casades, en un 10,4% dones solteres, i en un 36,4% no eren unitats familiars. En el 31,2% dels habitatges hi vivien persones soles l'11,7% de les quals corresponia a persones de 65 anys o més que vivien soles. El nombre mitjà de persones vivint en cada habitatge era de 2,3 i el nombre mitjà de persones que vivien en cada família era de 2,84.
Per edats la població es repartia de la següent manera: un 20,9% tenia menys de 18 anys, un 6,2% entre 18 i 24, un 27,7% entre 25 i 44, un 28,2% de 45 a 60 i un 16,9% 65 anys o més.
L'edat mediana era de 43 anys. Per cada 100 dones de 18 o més anys hi havia 100 homes.
La renda mediana per habitatge era de 15.500 $ i la renda mediana per família de 19.375 $. Els homes tenien una renda mediana de 22.143 $ mentre que les dones 15.417 $. La renda per capita de la població era de 10.165 $. Aproximadament el 20,4% de les famílies i el 26% de la població estaven per davall del llindar de pobresa.

## Poblacions més properes
El següent diagrama mostra les poblacions més properes.